# 兰花都街道
兰花都街道是中华人民共和国贵州省貴陽市南明区下辖的一个街道办事处。2023年2月18日设立，辖原小车河街道秀园社区、兰花社区、广场社区、花绘社区、都会大街社区、金园社区、花园社区、公园中路社区。

## 行政区划
兰花都街道下辖以下村级行政区划单位：
秀园社区、兰花社区、广场社区、花绘社区、都会大街社区、金园社区、花园社区、公园中路社区。